# Daan Boens
Daniël (Daan) Boens (Oostende, 4 juni 1893 – Gent, 28 januari 1977) was een Vlaams politicus voor de BWP en schrijver.

## Levensloop
Boens volgde middelbaar onderwijs aan het atheneum van Oostende, waarna hij archeologie en wijsbegeerte studeerde aan de Universiteit van Luik. Hij was er secretaris van het Vlaamsgezinde studentengenootschap Onze Taal en volgde schilder- en tekenlessen aan de academie, waar hij kennismaakte met schilders als Constant Permeke, James Ensor en Léon Spilliaert. Als scholier en student publiceerde hij gedichten in De Goedendag, De Boomgaard, Nieuw Leven en De Tijd.
Bij het uitbreken van de Eerste Wereldoorlog in 1914 moest Boens zijn studies staken en werd hij als infanterist onder de wapens geroepen. Aan het front was hij een van de weinige Vlamingen die oorlogspoëzie schreef en drukte hij via een reeks inktzwartesonnetten zijn afschuw voor het oorlogsgeweld uit. Aan het einde van de oorlog raakte hij gewond bij een gasaanval. Boens zou als gevolg zijn hele leven met chronische bronchitis en slijtage aan de longen kampen.
Na de Eerste Wereldoorlog werkte Daan Boens mee aan Opstanding, het tijdschrift van de pacifistische Clarté-beweging. Hij sloot zich aan bij de Belgische Werkliedenpartij, die volgens hem zijn antimilitaristische gevoelens het best vertolkte. Voor deze partij was hij van 1921 tot 1925 provincieraadslid van West-Vlaanderen, van 1926 tot 1932 gemeenteraadslid van Oostende en van 1925 tot 1929 volksvertegenwoordiger voor het arrondissement Veurne-Diksmuide-Oostende. In de Kamer hield hij zich voornamelijk bezig met sociale kwesties, met name betreffende zeelieden, en havenkwesties. Bij de verkiezingen van 1929 werd hij niet herkozen.
Tijdens zijn politieke loopbaan was hij een voorstander van de vernederlandsing van de universiteit van Gent, dat hij als een democratische en rechtvaardige daad beschouwde. Van 1923 tot 1925 was hij eveneens secretaris van het Vlaams Regionaal Comité van de Centrale van Arbeidersopvoeding en vanaf 1924 was hij er actief als leraar. Als vertegenwoordiger van deze centrale maakte hij van 1923 tot 1929 tevens deel uit van de Algemene Raad van de BWP en van 1927 tot 1929 was hij secretaris van de BWP-afdeling in Veurne-Diksmuide-Oostende.
Nadat hij zijn parlementszetel had verloren, werd Boens in 1929 redacteur van de krant Vooruit en beheerder van de Samenwerkende Maatschappij Het Licht. Van 1927 tot 1945 was hij bovendien voorzitter van een textielmaatschappij in Roeselare. Tijdens zijn loopbaan als journalist verhuisde hij naar Gent. Vanaf 1936 was hij publiciteitsagent voor Vooruit. Ook was hij medeoprichter van Radio-Vlaanderen (1936), het satirisch weekblad Pan (1938) en de Vereniging van Oost-Vlaamse Letterkundigen (1954).
De Tweede Wereldoorlog maakte een einde aan Boens' loopbaan als journalist. Tijdens de oorlog was hij voor Vooruit blijven werken, dat door de Duitse bezetter werd gecontroleerd, en waar hij onder andere de rubriek Kunst en Cultuur verzorgde. Na de oorlog moest hij zich hiervoor verantwoorden voor het krijgsauditoriaat in Gent en in maart 1947 werd Boens veroordeeld tot twee jaar gevangenis en een boete van 100.000 frank. In hoger beroep werd Boens vrijgesproken.
Boens bleef tot 1952 actief als publiciteitsagent en werd toen bibliothecaris van de Centrale der Liberale Vakbond. Tevens was hij actief als makelaar in onroerend goed.
Gedurende zijn hele leven schreef Daan Boens gedichten en toneelstukken. Hij was onder meer auteur van het massaspel 1302, dat in 1937 werd opgevoerd tijdens de socialistische Guldensporenviering van Kortrijk.